# Monika Brodka
Monika Maria Brodka (Żywiec, 7 februari 1987), bekend onder haar achternaam Brodka, is een Poolse popzangeres.

## Biografie
Brodka is geboren in Żywiec in het zuiden van Polen.  Ze groeide op in het dorp Twardorzeczka, in een familie met muzikale tradities: haar grootvader speelde viool en haar moeder, vader en broer spelen verschillende instrumenten. Als kind nam ze met succes deel aan wedstrijden in klassieke muziek. Jarenlang zong ze in een volksmuziekgroep.
In 2003 nam ze deel aan de derde editie van Idool, de Poolse versie van het muziekprogramma Idols. In de voorrondes zong ze "New York" van Frank Sinatra en in de finale bracht ze een lied van haar lievelingszangeres Erykah Badu. Ze won de finale van het programma met 69% van de publieksstemmen.
Op 27 september 2004 werd haar debuut "Mini Album Vol 1" uitgebracht. Het tweede deel volgde op 25 oktober 2004. Op dezelfde dag zijn ook beide minialbums samen uitgebracht. Dit album werd door de singles "Ten" en "Dziewczyna mojego chłopaka" gepromoot.
In 2005 was Monika Brodka heel succesvol tijdens het 42ste Nationale Festival van de Poolse Lied in Opole. Ze won niet alleen de "Gouden première", maar ook de prestigieuze prijs voor het beste debuut (Superjedynka). Ze kreeg ook de Eska Music Awards prijs voor het debuut van het jaar en was genomineerd voor de MTV Europe Music Awards in 2005.
Op 20 oktober 2006 verscheen haar tweede album "Moje piosenki" ("Mijn liedjes").
Hoewel de twee eerste albums heel succesvol waren, was het derde album, uitgebracht in 2010 en getiteld "Granda", de echte radicale carrièreverschuiving en het grootste succes. Brodka won vier Poolse muziekprijzen "Fryderyk": voor de beste zangeres van het jaar, het beste popalbum, de beste videoclip en de beste muziekproductie.
Op 30 mei 2012 verscheen het minialbum "LAX", opgenomen in de Red Bull Studio in Los Angeles. LAX werd alleen in downloadversie gedistribueerd. Het werd door de singles "Varsovie" en "Dancing Shoes" gepromoot.

## Discografie
- Album (2004)
- Mini Album vol. 1 (2004)
- Mini Album vol. 2 (2004)
- Moje piosenki (2006)
- Granda (2010)
- LAX (2012)
- Clashes (2016)
- Brut (2021)

## Gastoptredens
- 2005	WSZ & CNE - Jeszcze raz "Horoskop"
- 2008	Silver Rocket - Tesla "Niagara Falls"

- Gemeinsame Normdatei: 1105070980
- International Standard Name Identifier: 0000 0003 6542 2098
- Library of Congress Control Number: no2012021340
- MusicBrainz: 2d427e9b-7ad3-49cb-8769-8fcc990cf1af
- Nationale Bibliotheek van Polen: a0000002842951
- Virtual International Authority File: 231930899
- WorldCat: E39PBJvMwcTg9CWdYHjQf778md